# Jarabacoa
Jarabacoa è un comune della Repubblica Dominicana di 56.931 abitanti, situato nella Provincia di La Vega. Comprende, oltre al capoluogo, due distretti municipali: Buena Vista e Manabao.